# Caterina Tarongí i Tarongí
Caterina Tarongí i Tarongí (Palma, 1646 - 6 de maig de 1691) fou una criptojueva xueta cremada viva per la Inquisició.

## La família Tarongí i Tarongí
Era filla de Rafel Josep Tarongí i Aguiló, àlies Felós, i de Francina Tarongí i Martí, i muller de Guillem Tarongí, àlies Morro Fes. Els pares de Caterina, Rafel Josep i Francina, tengueren set fills que coneixem: Caterina, Isabel, Margalida, Francina, Francesc, Guillem i Rafel, pertanyien a la comunitat de descendents dels jueus conversos de Mallorca coneguts amb el nom de "del Segell", pel barri on vivien, i més tard, arran dels fets en què Caterina tendria un paper tan destacat, amb el nom de xuetes.
L'any 1677 i 1678 van ser empresonats 237 judaïtzants que havien celebrat el Iom Kipur a l'hort de Pere Onofre Cortès, àlies Moixina. Entre els presos de l'anomenada conspiració de l'any 1678, hi havia tots els membres de la família Tarongí, que van ser empresonats i jutjats per la Inquisició i en sortiren amb diverses penes lleus, a part de la confiscació de tots els béns.
Just després dels actes de fe del 1678, els dos fills majors, Francesc i Guillem, aconseguiren fugir de l'illa i arribaren fins a Alexandria d'Egipte, on tornaren obertament al judaisme, i van prendre els noms de David i Xelomó, respectivament.

## Els actes de fe del 1691
El diumenge 7 de març de 1688, a l'horabaixa, un grup format per algunes famílies del barri del Segell de la ciutat de Mallorca intentaren fugir de l'illa en un vaixell anglès, però aquest no aconseguí salpar i quan tornaren a cases van ser descoberts per la Inquisició i ràpidament van ser empresonats.
A diferència de la conspiració del 1678, quasi tots es declararen jueus i es negaren a penedir-se de les seves intencions de retornar al judaisme en llocs on els ho permetessin.
Els judicis s'arrossegaren durant tres anys. Sembla que, en les tortures que els foren aplicades, moriren ambdós pares de Caterina, l'any 1688, i la germana Francina.
S'efectuaren quatre actes de fe:
El primer, el dia 7 de març de 1691, en què foren condemnats 21 conversos a càstigs lleus.
El segon fou el dia 1 de maig del mateix any, i hi foren condemnats altres 21 reus a morir al garrot i a ser cremats després.
En el tercer acte, dia 6 de maig, es pronunciaren les sentències d'altres 21 conversos: catorze foren cremats en persona, i altres set en efígie. Dels catorze, onze foren sentenciats a sofrir garrot abans de ser cremats, com a perdó per llur confessió. Els altres tres reus foren condemnats a ser cremats vius: rabí Rafel Valls, Caterina Tarongí i el seu germà Rafel Tarongí.
El darrer acte de fe fou el 2 de juliol de 1691. Hi foren condemnats 23 conversos: desset en persona i els altres que eren morts o fugitius.

## L'acte de fe del 6 de maig de 1691
En el llibre La fe triunfante, del jesuïta Francesc Garau, hi ha un relat detallat dels actes de fe i també de la figura de Caterina Tarongí i del seu germà Rafel:
«Era este mozo (Rafel) gran discípulo y jurado secuaz de Rafael Valls, a cuya autoridad apelaba en cuanto decía, defiriendo tanto a sus dichos como pudiera a Moisés o Jeremías, y en hallándose atacado, sin salida que era bien de ordinario, respondía que no había estudiado, pero que Valls satisfaría por él. Habíale bebido tanto el espíritu de soberbia, que casi le tenía doblado, y siendo aun más ignorante, nada le cedía en pertinacia, sólo no le sabía imitar en lo estoico, manifestando en todo el camino del brasero en lo de fuera la rabia y el despecho en que le ardía el corazón, siendo un mismo principio interior causa en el discípulo de un exterior despechado y furioso, y en el maestro de una profundísima melancolía, aunque afectada de sosiego; pero cada uno a su modo representaba al vivo un condenado.
«Este era hermano de Catalina Tarongí, que murió también pertinaz, sin más porque aun aparente, que su propia rabia y furor, pues cuando preguntando yo en qué creía, o en qué se apartaba de la fe católica, o en qué consistía ser judía, dijo, que solo sabía que era judía y que lo quería ser. Había estado hasta la notificación de la muerte como arrepentida, mas luego se le revistió, o se le descubrió el demonio que abrigaba en el corazón, sin que pudiere valer algo lo mucho que hicieron con ella para reducirla cuantos probaron la mano, ni la contínua asistencia del doctor Onofre Morrellas... cuyo celo y piedad no perdió ocasión, ni omitió medio, que pudiese conducir para salvarla. Estos dos hermanos lo eran de Francisco Josef Tarongí, y de Guillermo Tomás Tarongí, que ausentes fugitivos fueron también relajados y quemados en estatua por relapsos, convictos y contumaces impenitentes. Más para que se adoren los Secretos de la Providencia Divina las otras dos hermanas de estos cuatro, Isabel Tarongí mujer de Agustín Cortés y Margarita Tarongí doncella, aunque permitidas caer en igual culpa, fueron asistidas de la gracia para levantarse, convertirse a la fe y perseverar en ella hasta el fin; como de las muestras puede piadosamente creerse. De manera que de seis hermanos (¿lastrosa Familia?) que salieron en este Auto, los dos murieron abrasados vivos para arder para siempre en el infierno, los otros dos en estatua para agüero de su eterna perdición si no se enmiendan y las otras dos murieron arrepentidas y con esperanzas de Cielo.»
Tots tres, Rafel Valls i els dos germans Tarongí, han estat celebrats com a màrtirs i herois en balades que els illencs han cantat fins ben recentment: Gabriel Alomar, en el seu Prólogo a l'obra d'Estrugo El retorno a Sefarad, p. 8; Roth, p. 96; Cf. el poema escrit per Francesc Pelagi Briz en el Calendari català de l'any 1870, Barcelona. Kayserling (p. 184), en cita les estances següents, cantades pels illencs:
«En Valls duia sa bandera
i en Tarongí es penó,
amb sos xuetes darrera
que feien sa processó.
Com es foc li va arribar
a ses rues des calçons
li deia «Felet, no't dons
que ta carn no es cremarà»
I venia gent d'Eivissa,
pagesos d'Artà, d'Andratx,
perque el dia sis de maig
feren sa socorradissa»
L'expressió «Felet, no't dons» ("[Ra]felet, no et donis", "no et rendesquis"), emprada per Caterina Tarongí per animar el seu germà de 21 anys per tal que no es retés a les paraules dels inquisidors, ha quedat a Mallorca per indicar una persona obstinada en la seva opinió.

## Reconeixements moderns
El 5 de maig de 2011 se celebrà al Consolat de Mar un acte oficial, recordatori per la cremadissa de l'any 1691, amb l'assistència de Francesc Antich, president de Govern Balear, del rabí Nissan ben Avraham, descendent de la família Tarongí, i el rabí Josep Wallis, descendent de Rafel Valls.
El 4 de maig de 2018 l'Ajuntament de Palma li dedicà un carrer a la barriada de la Vileta. La via tenia anteriorment el nom de "Belchite", en recordança de la batalla que hi tingué lloc durant la Guerra Civil.

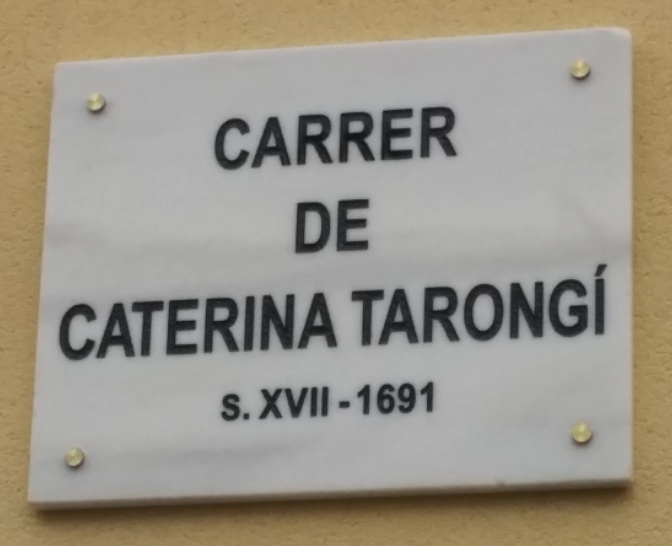
Carrer de Caterina Tarongí, Palma